# ハンネス・ソール・ハルドーソン
ハンネス・ソール・ハルドーソン（Hannes Þór Halldórsson、1984年4月27日 - ）は、アイスランド・レイキャヴィーク出身の元プロサッカー選手。元アイスランド代表。現役時代のポジションは、ゴールキーパー。

## 経歴

### クラブ
アイスランド時代はストヤルナン、フラム・レイキャヴィーク、KRレイキャヴィークなどのクラブでプレーした。
2012年3月28日、SKブランに短期レンタルで加入。
2013年12月、ワールドカップ・プレーオフの準備を兼ねた練習参加を経てサンドネス・ウルフに加入。
2015年7月6日、NECナイメヘンに2年契約で加入。
2016年7月15日、ラナースFCに3年契約で加入。
2018年7月3日、カラバフFKに2年契約で加入。
2019年4月9日、ヴァルル・レイキャヴィークに4年契約で移籍。
2022年3月16日、現役引退を表明した。

### 代表
2011年のUEFA EURO 2012予選・キプロス戦でアイスランド代表デビュー。
2014 FIFAワールドカップ・予選以降、レギュラーに定着した。
UEFA EURO 2016にも出場メンバーの一人に選ばれた。
アイスランド史上初参加となった2018 FIFAワールドカップでは初戦のアルゼンチン戦でリオネル・メッシのPKをストップし、アイスランドの歴史的な勝ち点1獲得に大きく貢献した。
2021年9月8日に行われた試合で代表を引退した。

## 人物
プロサッカー選手になる以前は映像ディレクターとして働いており、ユーロビジョン・ソング・コンテスト2012に映像を提供した。
2021年にはアクション・コメディ映画『2バッドコップス』で映画監督デビューした。

## 代表歴

### 出場大会
- アイスランド代表
  - 2018 FIFAワールドカップ

### 試合数
- 国際Aマッチ 77試合 0得点（2011年-2021年）[18]

| アイスランド代表 | 国際Aマッチ | 国際Aマッチ |
| 年               | 出場        | 得点        |
| ---------------- | ----------- | ----------- |
| 2011             | 1           | 0           |
| 2012             | 8           | 0           |
| 2013             | 9           | 0           |
| 2014             | 7           | 0           |
| 2015             | 6           | 0           |
| 2016             | 10          | 0           |
| 2017             | 7           | 0           |
| 2018             | 9           | 0           |
| 2019             | 10          | 0           |
| 2020             | 7           | 0           |
| 2021             | 3           | 0           |
| 通算             | 77          | 0           |